# Flyeralarm
Flyeralarm GmbH is een online-drukkerij gevestigd in Würzburg, Duitsland. Het bedrijf is opgericht in 2002 en is gespecialiseerd in de productie en distributie van drukwerk. Het drukwerkbedrijf is volledig eigendom van de oprichter Thorsten Fischer en is momenteel aanwezig in 15 Europese landen.

## Geschiedenis
Thorsten Fischer richtte Flyeralarm op in 2002. Flyeralarm verwerkte toen alleen nog online printopdrachten die werden verzorgd door andere drukkerijen. Vier jaar later kocht Thorsten Fischer zijn eigen drukpersen. In het eerste boekjaar genereerde het bedrijf met drie medewerkers 250.000 euro omzet.
Tegenwoordig heeft het bedrijf twintig grootformaat persen en tien middelgrote persen. Sinds 2007 delen Thorsten Fischer en Tanja Hammerl het beheer. In 2012 steeg omzet tot ongeveer 260 miljoen euro. Daarnaast is het bedrijf betrokken bij de drukkerij Druckhaus Mainfranken en andere kleinere bedrijven. Inmiddels zijn er ook vestigingen in Oostenrijk, Italië, Spanje, Polen, het Verenigd Koninkrijk, Nederland en Frankrijk. De productie vindt wel uitsluitend plaats in Duitsland. Naast het drukwerk zijn de bedrijfsactiviteiten uitgebreid met webdesign en marketing. Het bedrijf is inmiddels actief in 15 landen en telt bijna 2.000 medewerkers, verspreid over 6 locaties. 

#### Nederlandse Vestiging
Sinds 2017 heeft Flyeralarm ook een vestiging in Nederland. Deze vestiging is er gekomen om het groeiende klantenbestand in Nederland beter van dienst te kunnen zijn. Het kantoor van FLYERALARM staat in Amsterdam Zuid-Oost.

## Sponsoring
Het moederbedrijf is de hoofdsponsor van Flyeralarm-Ruder-Bundesliga. Daarnaast worden de wereldkampioen in lange afstand open-waterzwemmen Thomas Lurz en de Duitse squash-kampioen Simon Rosner in hun activiteiten. In aanvulling op de perimeter reclame bij internationale voetbalwedstrijden van het Duitse nationale elftal is Flyeralarm voor verschillende sportclubs shirtsponsor, zoals voor de basketballers van de Bundesliga Bayern München.
In 2013 nam Flyeralarm de rechten over op de naamgeving voor het stadion van FC Würzburger Kickers e.V. Sindsdien heet het voetbalstadion de ‘Flyeralarm Arena’. In Oostenrijk is het bedrijf sinds 2012 sponsor van FC Admira Wacker Mödling. In 2017 werd de vereniging officieel omgedoopt tot FC Admira Flyeralarm en werd de bedrijfsnaam opgenomen in het officiële logo.

## Kritiek
In 2009 heeft ver.di (Vereinte Dienstleistungsgewerkschaft, ofwel de Duitse gezamenlijke dienstenvakbond) strafrechtelijke klachten ingediend tegen Flyeralarm voor obstructie en beïnvloeding van de ondernemingsraadverkiezingen. In de industrie werd herhaaldelijk beweerd dat het bedrijf bijdroeg aan een ruïnerende prijzenoorlog waarbij vele drukkerijen de concurrentie niet langer meer aan kon. Volgens ver.di is er een duidelijk afgebakende grens tussen de ondernemersrechten in een vrijemarkteconomie en vastgestelde werknemersrechten welke Flyeralarm met haar bedrijfsvoering strafrechtelijk overschreed. Het vooronderzoek werd eind 2009 beëindigd, omdat het verantwoordelijke parket in Würzburg geen afdoende bewijs kon vinden voor de verwijten van de vakbond.

## Duurzaam
In de drukkerij wordt gewerkt met verzameldruk: een druktechniek waarbij opdrachten met dezelfde eigenschappen tegelijk gedrukt worden, zodat de perscapaciteit zo goed mogelijk benut wordt. Hierdoor wordt er meer dan 50% CO2 bespaard.
In Nederland houdt het bedrijf zich bezig met de gevolgen van papierproductie. Daarom steunt het bedrijf sinds 2019 het fokprogramma van Artis. Met dit programma worden jaguars gefokt en geherintroduceerd in Argentinië. Bij deze herintroductie krijgen de dieren GPS halsbanden zodat ze de dieren kunnen blijven volgen.

## Toekomst
Nu meer en meer bedrijven digitaal communiceren daalt de vraag naar drukwerkproducten. Om met deze trend om te gaan werkt Flyeralarm eraan om een one-stop shop te worden. Dit is een bedrijfsconcept waarbij bedrijven meerdere diensten aanbieden rondom één kernproduct. Op deze wijze hoeven klanten geen diensten bij derden meer af te nemen.

## Bron
- Dit artikel of een eerdere versie ervan is een (gedeeltelijke) vertaling van het artikel Flyeralarm op de Duitstalige Wikipedia, dat onder de licentie Creative Commons Naamsvermelding/Gelijk delen valt. Zie de bewerkingsgeschiedenis aldaar.
- Maarten Timmerman-Zubani, Country Manager Benelux.
- Artis.